# Lipotriches sicheli
Lipotriches sicheli là một loài Hymenoptera trong họ Halictidae. Loài này được Vachal mô tả khoa học năm 1897.